# Plantago turrifera
Plantago turrifera är en grobladsväxtart som beskrevs av B. G. Briggs, Carolin och Pulley. Plantago turrifera ingår i släktet kämpar, och familjen grobladsväxter. Inga underarter finns listade i Catalogue of Life.